# Eugenia Kalnay
Eugenia Kalnay (Buenos Aires, 1 de outubro de 1942 – Maryland, 14 de agosto de 2024) foi uma meteorologista argentina, professora de ciências atmosféricas e oceânicas da Universidade de Maryland.
Como diretora do Environmental Modeling Center dos National Centers for Environmental Prediction (NCEP), Kalnay publicou o artigo de reanálise de 1996 do NCEP, intitulado “The NCEP/NCAR 40-year reanalysis project”, que é um dos artigos científicos mais citados em geociências. É listada como autora ou coautora em mais de 120 artigos científicos e escreveu o livro ''Atmospheric Modeling, Data Assimilation and Predictability, publicado pela Cambridge University Press em 2003.

## Formação e carreira
Kalnay nasceu em Buenos Aires, Argentina, e recebeu seu diploma de graduação em meteorologia pela Universidade de Buenos Aires em 1965. Em 1971 foi a primeira mulher a receber um PhD em meteorologia pelo Instituto de Tecnologia de Massachusetts (MIT), orientada por Jule Gregory Charney. Foi em seguida a primeira professora do Departamento de Meteorologia do MIT. Em 1979 mudou-se para o Centro de Voos Espaciais Goddard da NASA e, em 1984, tornou-se diretora do Global Modeling and Simulation Branch do Goddard Laboratory for Atmospheres. Entre 1987 e 1997 foi diretora do Environmental Modeling Center (EMC) dos National Centers for Environmental Prediction (NCEP), Serviço Nacional de Meteorologia dos Estados Unidos e supervisionou o NCEP/NCAR Reanalysis e vários outros projetos em assimilação de dados e previsão conjunta (ensemble forecasting). Depois de sair o NCEP foi catedrática da Universidade de Oklahoma. Em 2002 ingressou no Departamento de Ciências Atmosféricas e Oceânicas da Universidade de Maryland, atuou como chefe do departamento. Juntamente com James A. Yorke, co-fundou o Weather/Chaos Group na Universidade de Maryland, que fez descobertas sobre a baixa dimensionalidade local de regiões atmosféricas instáveis.
Recebeu a Medalha Roger Revelle de 2019.